# Martin Hoek
Martinus (Martin) Hoek (Den Haag, 13 december 1834 – Utrecht, 3 september 1873) was een Nederlands astronoom en experimenteel natuurkundige.

## Biografie
Hoek was de zoon van Andries Hoek, chirurgijn te Den Haag, en diens echtgenote Johanna Maria de Wit. Na het gymnasium in den Haag gevolgd te hebben begon Martin in 1852 aan de Rijksuniversiteit Leiden aan een studie geneeskunde om in de voetsporen van zijn vader te treden. Na het behalen van propedeuse stapte hij echter over naar de faculteit filosofie. Onder Frederik Kaiser bekwaamde hij zich in de wis- en natuurkunde, waarbij zijn speciale aandacht uitging naar de sterrenkunde. In 1857 promoveerde hij op een proefschrift met de titel: "Over de kometen van de jaren 1556, 1264 en 975 en hare vermeende identiteit".
Hoek werd in 1859 benoemd tot buitengewoon hoogleraar in de sterrenkunde aan de Universiteit Utrecht en directeur van het Koninklijk observatorium Sonnenborgh. In 1867 werd hij er gewoon hoogleraar. In samenwerking met Antoine Corneille Oudemans schreef hij "Recherches sur la quantité d'éther contenue dans les Liquides" (1864) en "Sur les contractions dans les Mélanges de Liquides" (1864).

## Werk
Donati's komeet (officieel C/1858 Li of 1858 VI), de een na helderste komeet van de negentiende eeuw, werd beschouwd als de terugkeer van de kometen uit 1556, 1264 en 975. Daarvoor, in 1856, had Karl Ludwig von Lithrow in de Weense Staatsarchieven een pamflet van Joachim Heller gevonden die de observaties bevatte van de Grote komeet van 1556 alsook een vlugschrift van Paul Fabricius met een kaart van de baan van de komeet. Gebruikmakend van Lithrows materialen bewees Hoek onomstotelijke dat de kometen van 1264 en 1556 niet dezelfde waren, en dat Donati's komeet daarom niet hun terugkeer representeerde. 
In 1868 voerde hij een aangepaste versie uit van Hippolyte Fizeau's experiment om de relatieve snelheid van licht te bepalen in bewegend water.
- Biografisch Portaal: 63987184
- Digitale Bibliotheek voor de Nederlandse Letteren: hoek039
- Gemeinsame Normdatei: 117525812
- International Standard Name Identifier: 0000 0000 1319 9697
- Mathematics Genealogy Project: 116142
- Nederlandse Thesaurus van Auteursnamen: 181304899
- Système universitaire de documentation: 181325578
- Virtual International Authority File: 8167434
- WorldCat: E39PBJpV9TrJVgpQGGX7xmpHG3